# Кортленд (Огайо)
Кортленд (англ. Cortland) — місто (англ. city) в США, в окрузі Трамбалл штату Огайо. Населення — 7105 осіб (2020).

## Географія
Кортленд розташований за координатами 41°19′54″ пн. ш. 80°43′9″ зх. д. / 41.33167° пн. ш. 80.71917° зх. д. (41.331793, -80.719190).  За даними Бюро перепису населення США в 2010 році місто мало площу 11,00 км², всі з яких є суходолом.

## Демографія
Згідно з переписом 2010 року, у місті мешкали 7104 особи в 3010 домогосподарствах у складі 2032 родин. Густота населення становила 646 осіб/км².  Було 3211 помешкання (292/км²).
Расовий склад населення:
| - 97,0 % — білих - 1,2 % — чорних або афроамериканців - 0,5 % — азіатів - 0,2 % — корінних американців |

До двох чи більше рас належало 0,9 %. Частка іспаномовних становила 0,9 % від усіх жителів.
За віковим діапазоном населення розподілялося таким чином: 22,0 % — особи молодші 18 років, 59,4 % — особи у віці 18—64 років, 18,6 % — особи у віці 65 років та старші. Медіана віку мешканця становила 44,4 року. На 100 осіб жіночої статі у місті припадало 88,8 чоловіків;  на 100 жінок у віці від 18 років та старших — 84,5 чоловіків також старших 18 років.
Середній дохід на одне домашнє господарство  становив 65 114 долари США (медіана — 60 257), а середній дохід на одну сім'ю — 81 444 долари (медіана — 75 689). Медіана доходів становила 51 417 доларів для чоловіків та 40 964 долари для жінок. За межею бідності перебувало 9,6 % осіб, у тому числі 14,6 % дітей у віці до 18 років та 7,4 % осіб у віці 65 років та старших.
Цивільне працевлаштоване населення становило 3242 особи. Основні галузі зайнятості: освіта, охорона здоров'я та соціальна допомога — 24,2 %, виробництво — 21,3 %, роздрібна торгівля — 10,5 %, фінанси, страхування та нерухомість — 9,5 %.